# Museo provinciale di Torcello
Il museo provinciale di Torcello è un museo archeologico e di arte medievale-moderna situato nell'isola di Torcello, nella laguna settentrionale di Venezia.
All'interno del museo, di proprietà della Città metropolitana di Venezia, è esposta una collezione di reperti archeologici e opere d'arte che documentano la grande storia dell'isola e della laguna veneziana, incluse le origini della stessa città di Venezia.
Il museo si colloca in un contesto storico e artistico di notevole prestigio, in un'isola che è uno scrigno di arte se si considera che sui pochi metri che costituiscono la piazza di Torcello si affacciano ben quattro edifici storici e religiosi di alto valore culturale quali la Basilica di Santa Maria Assunta con il suo campanile, la chiesa di Santa Fosca e i due Palazzi del Consiglio e dell'Archivio, nei quali ha sede il museo provinciale.

## Storia
Il museo nasce nel 1870, pochi anni dopo l'unificazione del Veneto al Regno d'Italia, quando il conte Luigi Torelli, allora Prefetto di Venezia, acquistò e restaurò, sottraendolo al degrado e all'abbandono, il trecentesco Palazzo del Consiglio per farne il centro di raccolta di reperti rinvenuti a Torcello, nelle isole adiacenti e nella vicina terraferma.
Nel 1872 l'immobile e la raccolta furono donate alla Provincia di Venezia (dal 2015 denominata Città metropolitana di Venezia) e fu così istituito il museo provinciale.

Nel 1887 fu nominato direttore Cesare Augusto Levi (1856-1927), archeologo e appassionato di antichità, che ampliò la raccolta museale con manufatti di provenienza locale e appartenenti alla sua collezione privata. Al Levi si deve infatti l'allestimento della raccolta archeologica nel Palazzo dell'Archivio, edificio dell'XI-XII secolo, che fu da lui appositamente acquistato e restaurato nel 1887, dando così vita al “Museo dell'Estuario” poi donato alla Provincia, seguendo l'esempio del Torelli. Furono questi lasciti a consentire l'inaugurazione, avvenuta il 14 maggio 1889, del Museo Provinciale di Torcello.

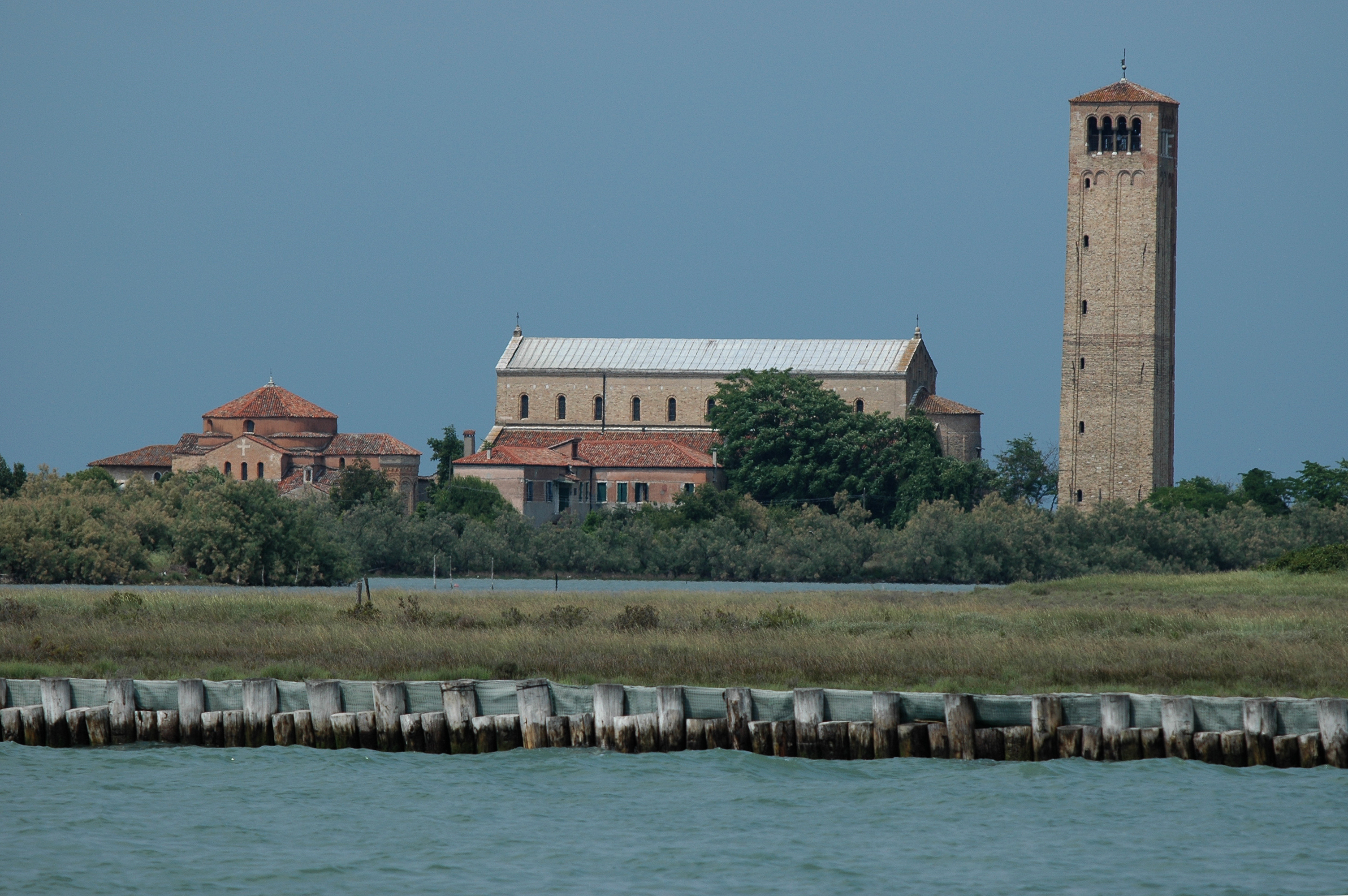
Isola di Torcello

Un generale riordino delle collezioni fu affidato tra il 1928 e il 1930, al direttore Adolfo Callegari, che provvide, oltre alla redazione di un nuovo inventario e del catalogo, alla suddivisione cronologica della collezione, collocando i reperti archeologici nel Palazzo dell'Archivio e le opere di epoca medievale e moderna nel Palazzo del Consiglio. Il 27 dicembre 1928 la Provincia di Venezia acquistò il terreno situato dietro alla basilica di Torcello per ampliare l'area espositiva del museo.
Dopo alterne vicende e destinazioni inusuali degli spazi museali, come scuola, casa del Fascio e alloggio per sinistrati, tra il 1972 e il 1974, la Provincia dispose un radicale restauro del Palazzo del Consiglio e contemporaneamente di tutto il materiale in esso esposto. Negli anni successivi si provvide al restauro del Palazzo dell'Archivio e ad un nuovo allestimento che consentì di inaugurare, nell'estate del 1990, l'attuale Sezione Archeologica.
Nel 2005-2006 il Palazzo del Consiglio è stato oggetto di restauro conservativo, recupero funzionale e adeguamento alle norme di sicurezza.
Le collezioni conservate in museo sono composte da materiale eterogeneo, data la natura stessa della loro provenienza. Sono costituite da opere provenienti da collezioni private, da reperti acquistati da studiosi appassionati, come anche da manufatti rinvenuti a Torcello, nelle isole adiacenti e nella vicina terraferma, che testimoniano quindi la storia della laguna. Le collezioni sono organizzate in due nuclei principali: la raccolta archeologica e la raccolta medievale e moderna.

## Sedi del museo

### Palazzo dell'Archivio
La sezione archeologica del museo provinciale è ospitata nel Palazzo dell'Archivio, edificio in cui era custodito l'archivio (andato disperso) del Vescovado di Torcello. Il palazzo è un tipico palazzo pubblico del XIII secolo: i quattro pilastri dell'ampia loggia sorreggono la facciata, decorata al piano superiore con una trifora veneto-bizantina.

#### La collezione archeologica

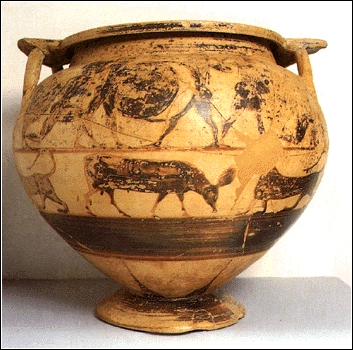
Cratere mesocorinzio a colonnette, 590-575 a.C.

A far parte della raccolta archeologica, conservata nella sede del palazzo dell'Archivio, sono dei reperti che vanno dall'epoca preistorica al periodo paleocristiano, comprendendo manufatti di tipologie differenti tra cui ben rappresentata è la ceramica greca, italiota, etrusca e romana, nelle sue varie forme decorative e tecniche di produzione e i bronzi protostorici di fabbrica etrusca, centro-italica e paleoveneta, a destinazione funeraria e votiva: suppellettili da mensa, piccola plastica votiva a figura umana e animale, oggetti di ornamento e di uso personale in parte di sicura provenienza locale. Di epoca romana sono bronzetti figurati a carattere sacro, provenienti da luoghi di culto e larari domestici, ex voto, amuleti, suppellettili da mensa, chiavi, pesi, fibule, anelli e pendagli, strumenti chirurgici ed oggetti da toilette.
Esempi di ceramica romana sono rappresentati da suppellettili da cucina e da mensa per uso funerario, legate ai riti delle libagioni e da bicchieri e coppe di area altoadriatica, accompagnati da diverse tipologie di lucerne in terracotta, al tornio, a matrice, figurate con decorazione religiosa, temi privati, giochi circensi, motivi vegetali e animali.
Sono presenti, inoltre, iscrizioni e sculture romane e alcuni esempi di scultura greca di alta qualità stilistica, databili alla piena età classica.

##### Esempi di opere esposte nella Sezione archeologica

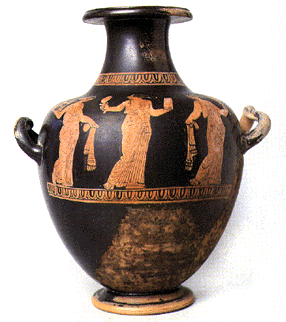
Hydria attica a figure rosse, 400 a.C.

Il vaso ha corpo ovoidale, con collo tronco-conico, orlo piatto e piede a tondello; le tre anse sono a bastoncello, di cui due retroflesse. Nella zona figurata, delimitata da due motivi ad ovuli, sono tre figure femminili vestite di peplo altocinto che reggono tra le mani sciarpe frangiate, specchi, un vaso per profumi e una cesta di vimini. Lo stile di questa scena, che genericamente possiamo definire di gineceo, è fluido e sicuro nel movimento aggraziato delle tre figure avvolte nel panneggio a pieghe sottili che evidenziano il seno e la gamba piegata. Vi sono però innegabili pesantezze nel disegno delle mani e dei piedi e una certa volgarità nei tratti del volto dall'occhio sbarrato che denunciano l'appartenenza delle figure a motivi di repertorio, reimpiegati con quell'innato senso di armonia e di sapiente composizione che i ceramografi attici seppero conservare anche il quel periodo tardo. Questa forma di vaso destinata alla raccolta dell'acqua si trova frequentemente anche in piccole dimensioni negli ultimi decenni del V secolo a.C.

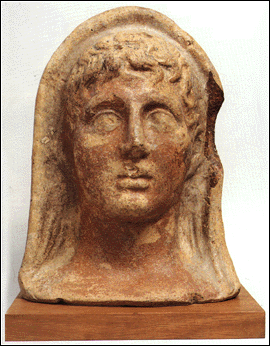
Testa maschile velata, II secolo a.C.

Testa maschile velata in argilla nocciola, con disegni di policromia in rosso e in azzurro sulla superficie del volto e dei capelli, modellata con matrice bivalva. Analogalmente alle altre teste velate maschili e femminili esposte nella medesima vetrina, l'esemplare rientra nel repertorio della coroplastica medio-italicae campana e riproduce l'immagine simbolica di un devoto. Tali manufatti, prodotti in serie per essere offerti in dono nei santuari, sono ottenuti con l'uso di due matrici, una per il volto e una per la parte occipitale, generalmente costituita da una semplice placca. La testa in esame è quella di un giovane uomo, con velo sporgente ad aureola; i capelli a grosse ciocche sovrapposte ricoprono la fronte, le tempie e le orecchie. Il modellato eseguito con tecnica raffinata, denomina un sobrio plasticismo, sia nella resa delle pieghe del velo, sia nel trattamento del volto, caratterizzato da occhi grandi con palpebre contornate e iride e pupille incise, naso dritto, bocca socchiusa con labbra prominenti e carnose, gote e mento rotondeggianti. I lineamenti, fermi e convenzionali, rivelano un linguaggio classicheggiante proprio di officine medio-italiche operanti nel II secolo a.C.

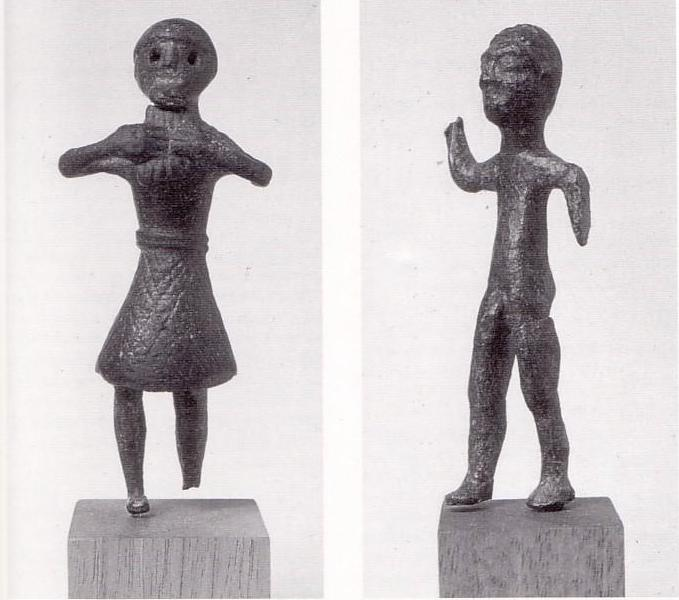
Statuine in bronzo a fusione piena, V secolo a.C.

La statuina di sinistra riproduce la figura di un suonatore di siringa, in posizione frontale, con la gamba destra leggermente avanzata e flessa, in atto di incedere. Il suonatore, a torso nudo, indossa una gonna svasata, cinta in vita da un doppio cordone e decorata da motivi a losanga, ottenuti a freddo a bulino. Il capo, rotondeggiante, è ricoperto da una cuffia aderente bordata da un cordoncino.

La seconda statuina riproduce la figura di un guerriero, soggetto presente con numerosi esemplari nella collezione dei bronzi di Torcello e caratterizzato, pur con varianti, da un medesimo schema tipologico, e da elementi stilistico-tecnici comuni alla maggior parte della produzione paleoveneta. Il guerriero è raffigurante a sé stante, con l'avambraccio destro sollevato a sostenere originariamente la lancia, il braccio sinistro abbassato, conformato a moncherino. I tratti del volto sono relativamente accurati: grandi arcate sopraccigliari, occhi ad amigdala, naso sporgente, bocca con labbra a cordoncino. Le gambe sono scostate, quella destra avanzata. Il modellato del corpo è alquanto semplificato, con torso piatto ed allungato, gambe corte, tubolari e braccia informi.

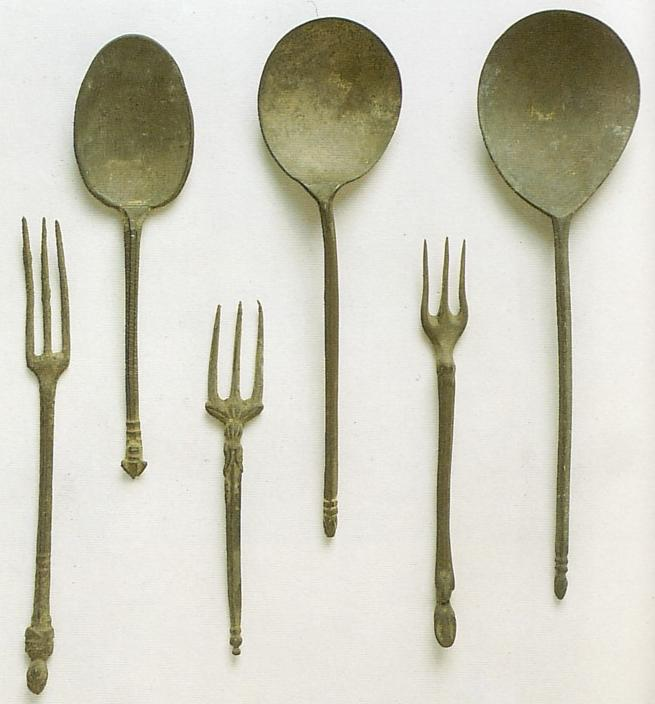
Cucchiai e forchette in bronzo

Sono presentati alcuni cucchiai del tipo chiamato ligula (dalla forma della conca simile alla lingua), con manico a verghetta poligonale raccordato alla conca con un attacco retto. La conca è di forma ovale più o meno regolare, talvolta quasi trapezoidale. L'estremità del manico è decorata con una figura a pigna, a gemma o a zoccolo di animale. Gli esemplari di forchetta, a due o tre rebbi, con manico a verghetta quadrangolare che termina con vari motivi decorativi, anche figurati (da notare un piccolo busto femminile) e talvolta mosso a varie modanature. L'utilizzo della forchetta in età antica era molto inferiore a quello attuale e limitato alla cucina (non compariva sulla tavola). La datazione della maggior parte degli esemplari può essere riferita all'età tardoantica o altomedievale.

### Palazzo del Consiglio

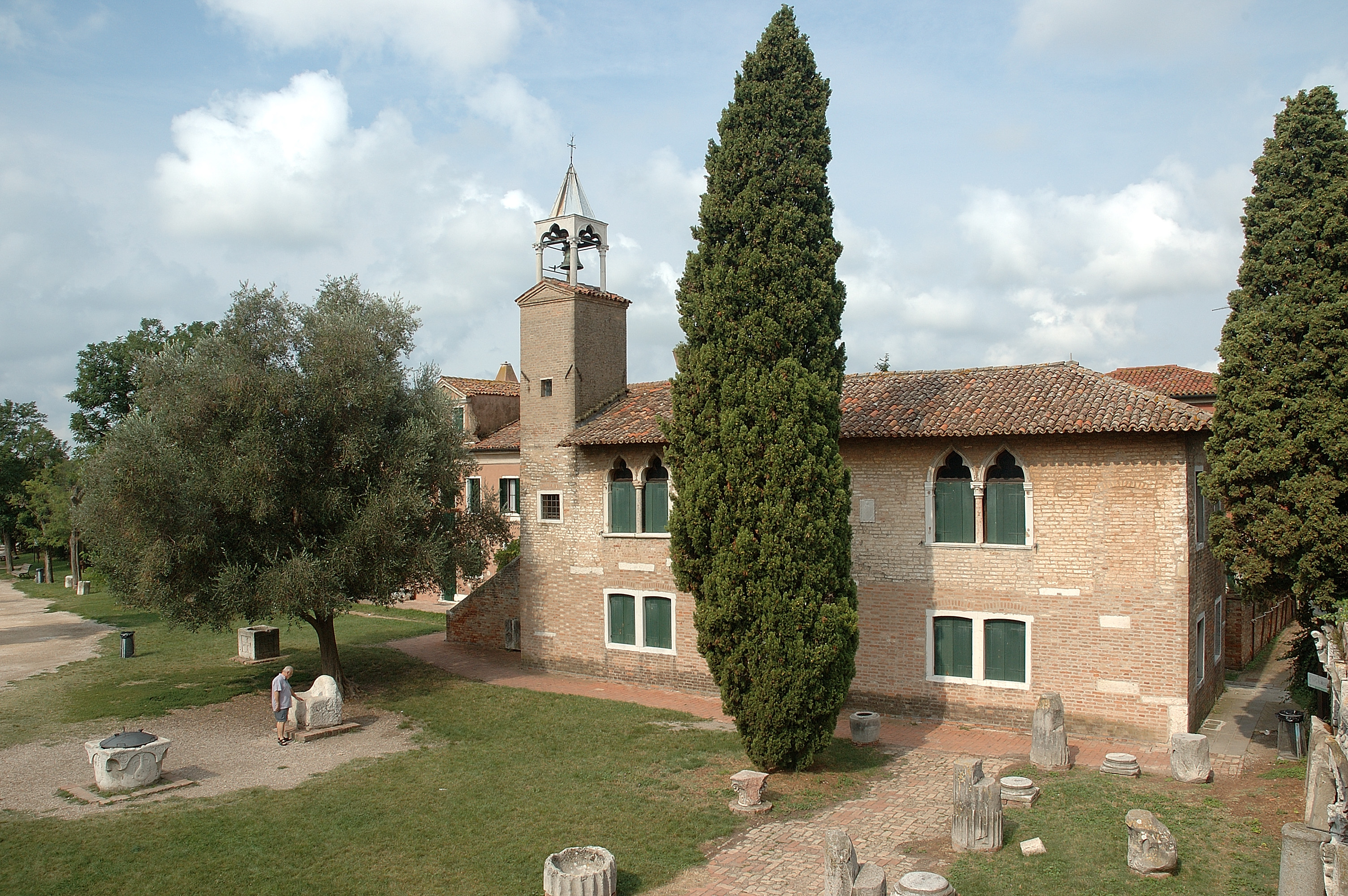
Palazzo del Consiglio

La sezione medievale e moderna del museo provinciale ha sede nell'adiacente Palazzo del Consiglio, edificio molto antico, modificato ed ampliato duranti i secoli precedenti, come riscontrato nel corso del restauro degli anni 1970. Il palazzo del XIV secolo presenta due piani a pianta rettangolare, con una piccola torre (che conserva tutt'oggi la campana originale dell'orologio del 1414, che un tempo vi era installato) inglobata nel lato meridionale e una scala esterna che porta al piano superiore. La facciata occidentale ovest, prospettante sulla piazza, vi sono due bifore ad arco trilobato in stile gotico, in armonia con l'edicola gotica sulla torre. Al centro della sala al piano terra, una colonna di spoglio con un capitello gotico sorregge una lunga trave rompitratta.

#### La collezione medievale e moderna di Palazzo del Consiglio

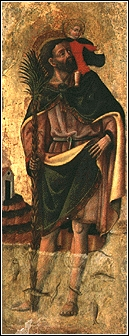
San Cristoforo, dipinto ad olio

La sezione medievale e moderna conservata nel Palazzo del Consiglio comprende opere e documenti, in gran parte collegati alla storia di Torcello come centro urbano, datati dal VI al XIX secolo.
Numerosi sono i manufatti lapidei e i frammenti architettonici, anche di riuso, databili dal VI all'XIII secolo, che testimoniano gli influssi bizantini in area lagunare e la progressiva acquisizione di modelli decorativi occidentali: trecce viminee, cornici a gattoni, intrecci geometrici con fiori stilizzati sino ad un più variato repertorio comprendente animali e motivi vegetali sempre più complessi. Dalla Basilica di Santa Maria Assunta in Torcello, provengono i frammenti musivi del XII secolo, tolti d'opera nel corso dei restauri dell'Ottocento e la pala d'altare in argento dorato opera di orefici veneziani dei primi decenni del XIII secolo.
Di provenienza bizantina è una piccola raccolta di oggetti in bronzo dei secoli VI-XII comprendente lucerne, enkolpion, borchie, medaglie, anelli e fibule.
La produzione pittorica è rappresentata da icone e dipinti su tavola di area veneta e dai dipinti su tela della scuola del Veronese provenienti dalla distrutta Chiesa di Sant'Antonio in Torcello. Di produzione veneta è la scultura lignea policroma a tutto tondo e ad altorilievo, tra cui una Pietà della metà del secolo XV e Santa Fosca a cui è dedicato anche il Gonfalone, importante opera tessile veneziana del 1336 in seta con fili d'argento.
A testimonianza dell'intensa vita sociale di Torcello si conservano documenti relativi alla storia civile ed ecclesiastica dell'isola: tra cui il volume manoscritto dello Statuto di Torcello, commissioni ducali, manoscritti, diplomi, sigilli e bolle plumbee.
La produzione ceramica è rappresentata in buona parte da frammenti decorati rinvenuti a Torcello e nella zona settentrionale della laguna veneta.
Il museo conserva anche documentazione d'archivio, stampe, disegni, fotografie e la biblioteca di studio funzionale alle attività del museo stesso. La consultazione a studiosi, ricercatori e studenti è consentita su autorizzazione della direzione del museo.

##### Esempi di opere esposte nella Sezione medievale e moderna

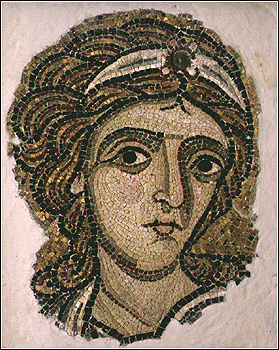
Testa d'Angelo, XII secolo

Il mosaico Testa d'angelo, insieme ad altri due mosaici raffiguranti la testa di Cristo e la testa di un altro angelo, facevano parte della decorazione a mosaico del timpano orientale soprastante l'arcone trionfale della Cattedrale di Torcello. Tali mosaici sono stati datati al 1185 questi e ritenenuti contemporanei alla cupola dell'Ascensione della Basilica di San Marco e al resto della decorazione musiva del medesimo atelier.
L'angelo, precedentemente ritenuto un falso, venne riconosciuto autentico ed esposto al museo in occasione del riordinamento del 1974.
A seguito di accurate analisi operate sulle tessere musive si può concludere che l'opera sia coeva all'altre due ed anche all'Angelo Annunciante dell'arcone trionfale della Cattedrale, che presenta strettissime analogie con essa. Le differenze che si riscontrano sono imputabili unicamente ad interventi di restauro. L'aver potuto stabilire che l'Angelo Annunciante dell'arco trionfale del Duomo è opera dello stesso mosaicista che ha eseguito le tre teste presenti al Museo di Torcello, consente di poter instaurare confronti più puntuali tra i mosaici in esame e quelli della Basilica di San Marco, poiché l'Angelo Annunciante è conservato integro anche nei panneggi delle vesti, mentre nel trittico del museo sono conservate solo le teste.

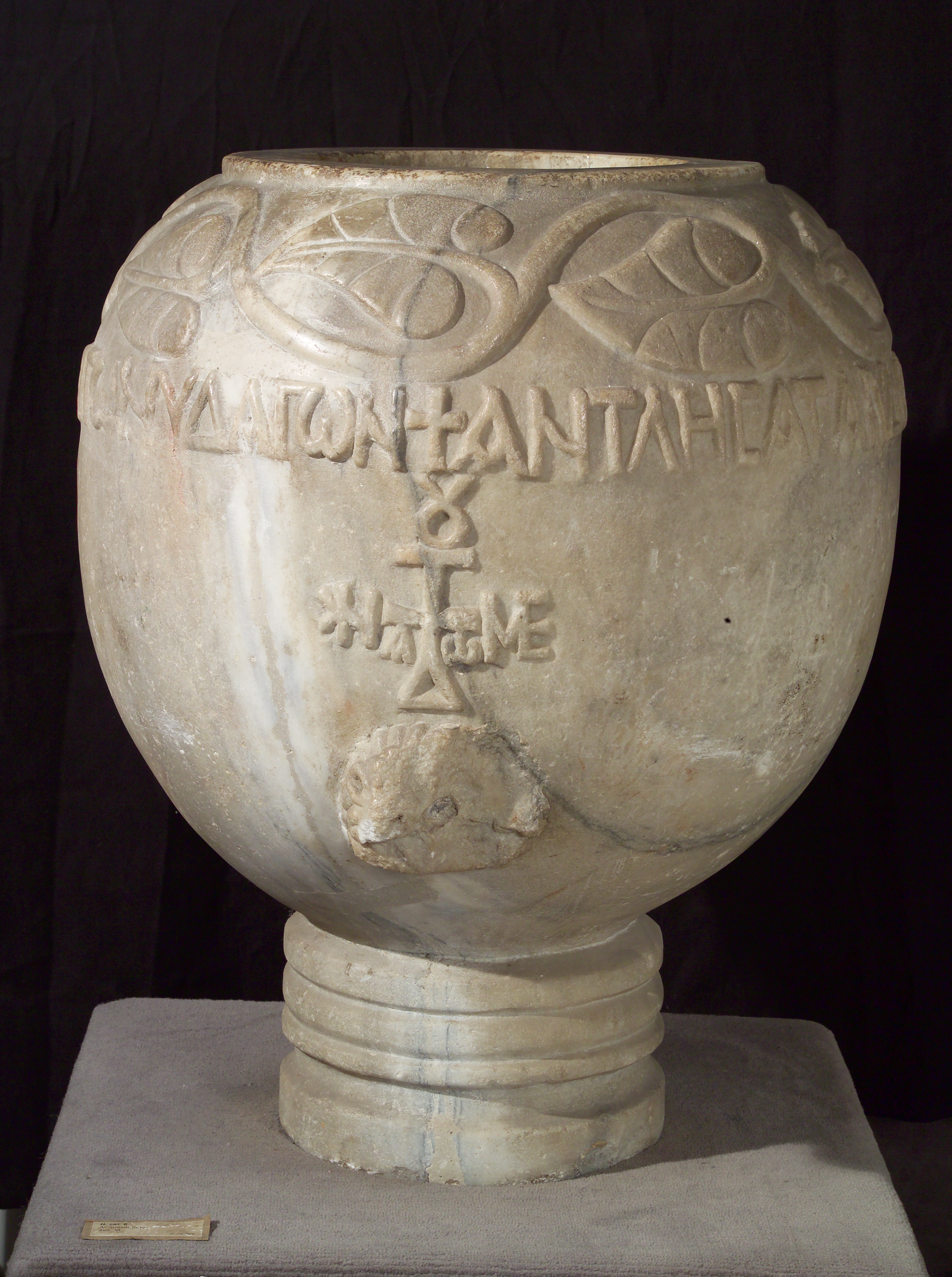
Acquasantiera in marmo pentelico, VI secolo

L'acquasantiera veniva usata per la benedizione delle acque che aveva luogo nel giorno dell'Epifania. Poco sotto il bordo, costituito da un listello arrotondato in rilievo, si snoda un tralcio di foglie d'edera stilizzate che si rincorrono, conferendo alla levigata superficie un elegante effetto di morbido pittoricismo; parallelamente a questo elemento simboloco-decorativo corre più sotto l'iscrizione che significa "Prendete l'acqua con letizia poiché la voce di Dio è sopra le acque".
Più in basso, in corrispondenza del vertice della curvatura del recipiente, è scolpita una croce. Al di sotto di questa sporge una protome leonina dalla quale si può ritenere che scorresse l'acqua, data l'esistenza di un foro.
L'elegante stilizzazione degli elementi decorativi, svuotati dal loro valore naturalistico per valorizzarne il simbolismo, l'appiattimento del rilievo ridotto a morbidi effetti di pittoricismo, richiamano alla mente i sarcofagi ravennati della seconda metà del VI secolo.

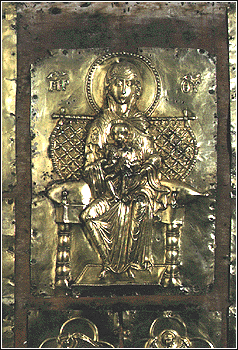
Pala d'altare in argento dorato, XIII secolo

Pala d'altare di argento dorato, prima metà del XIII secolo. Tredici formelle inchiodate su tavola: la Madonna, i Santi, i simboli degli evangelisti Luca e Matteo. Numerose slabbrature sui bordi, crepe e fori sono stati provocati da tentati furti.
Il grave furto perpetrato nel 1805 ha privato la pala di tutto il registro superiore di lamine, di quelle a sinistra della Vergine, del registro inferiore e di due simboli di Evangelisti per un totale di 29 formelle. Dopo il furto le formelle vennero disposte in un unico registro con la Madonna al centro, sotto di essa i simboli degli Evangelisti e ai lati i Santi superstiti, come emerge dal quadro del Flink datato al 1845 e conservato al museo di Torcello.
La pala d'oro, cosparsa di gemme ora perdute, collocata in origine sull'altare maggiore, sin dalla metà del XVII secolo si trovava sopra la porta santa. Nella seconda metà dell'800 finì nel magazzino della Basilica, dove fu rinvenuta dal Battaglini e collocata nel Museo di Torcello.
Il restauro, finanziato dalla Provincia di Venezia, eseguito nei laboratori del Museo Correr da Giovanni Pedrocco, con mezzi chimici, nel 1976, ha restituito l'originario splendore alla doratura, documentata dalle fonti ma offuscata da una patina di colore grigio plumbeo accumulatasi col volgere dei secoli.

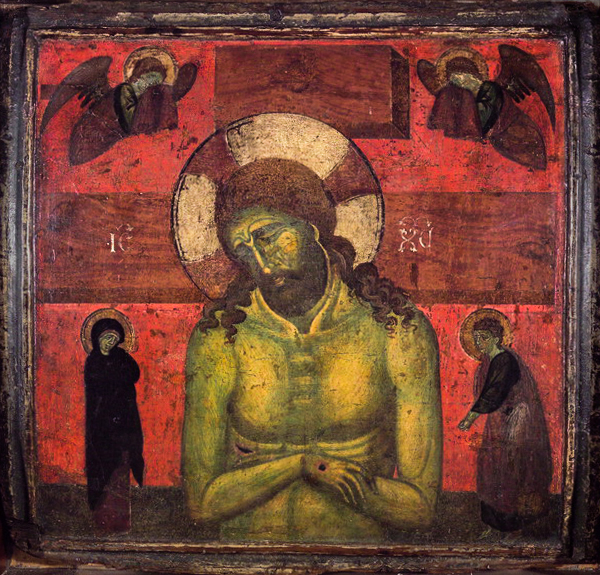
Cristo passo, tempera su tavola del 1300

Cristo passo, tra la Vergine, San Giovanni e due Angeli, anonimo veneziano intorno al 1300. In discreto stato di conservazione fu restaurato nel 1961 a cura dell'Istituto superiore per la conservazione ed il restauro di Roma. Fondo rosso con la scritta IC (Iesus) XC (Christus). È stata definita da Edward Garrison "opera veneziana con forte influenza toscana". Effettivamente, come notò Rodolfo Pallucchini, attribuendola ad un artista che denomina "Maestro di Torcello", "nella robusta maschera facciale, v'è ancora l'impronta dei tipi di Giunta, resi più atroci nella interpretazione di Coppo di Marcovaldo". Si tratta di uno degli esempi della cultura pittorica veneziana immediatamente antecedente o contemporanea a Paolo Veneziano, dalla sorprendente carica drammatica, derivato da un prototipo con ogni probabilità bizantino.